# Mogens Adelørn
Mogens Adelørn (født 16. december 1957) er en tidligere dansk atlet. Han var medlem af AK73 senere i Københavns IF.
Adelørn bor i dag i Klippan i Skåne.

## Danske mesterskaber
- Sølv 1978 Højdespring 2,03 meter
- Bronze 1977 Højdespring 2,00 meter
- Bronze 1975 Højdespring-inde 1,95 meter

Junior -20 år
- Sølv 1977 Højdespring 2,07 meter
- Sølv 1976 Højdespring 1,95 meter
- Sølv 1975 Højdespring 1,98 meter

## Personlig rekord
- Højdespring: 2,07 meter (1977)
- Længdespring: 6,41 meter (1983)
- Trespring: 13,40 meter (1976)